# 405 v.Chr.
Het jaar 405 v.Chr. is een jaartal volgens de christelijke jaartelling.

## Gebeurtenissen

### Griekenland
- De Peloponnesische Oorlog wordt afgesloten met een nederlaag ter zee voor Athene. De Spartaanse vloot onder leiding van admiraal Lysander, weet in de buurt van de Hellespont bij Aegospotami, wat letterlijk de "geitenrivieren" betekent, de Atheners te overrompelen en de vloot in bezit te nemen. De Atheense admiraal Conon vlucht naar Cyprus.
- Pausanias II belegert Athene, de bewoners worden uitgehongerd. De Spartaanse vloot onder Lysander blokkeert Piraeus en sluit de graanroute naar de Zwarte Zee af.
- Theramenes voert vredesonderhandelingen met Lysander deze zullen drie maanden duren.
- Aristophanes schrijft Batrachoi (Kikkers).

### Italië
- De Carthaagse veldheer Hamilco geeft het beleg van Syracuse op, de tiran Dionysius I sluit een vredesverdrag. Hij laat in het geheim een vloot bouwen, om de Carthagers van Sicilië te verdrijven. De steden Naxos, Catania en Leontini worden ontvolkt om er Italiaanse huurlingen te vestigen.

### Egypte
- De bevolking van de Nijldelta komt in opstand tegen het Perzische Rijk. De zware belastingdruk is daar de aanleiding toe.

## Geboren
- Ephorus (~405 v.Chr. - ~330 v.Chr.), Grieks historicus